# Полубояринов, Данил Вадимович
Дани́л Вади́мович Полубоя́ринов (род. 4 февраля 1997, Ашхабад) — российский и туркменистанский футболист, полузащитник клуба «Волгарь». Мастер спорта России (2024).

## Клубная карьера
Начал заниматься футболом с 5 лет вместе со старшим братом в футбольной секции в Твери. Первый тренер — Роман Юрьевич Ульянов. С самого начала занимался в группе с ребятами на два года старше. В 10 лет Полубояринов играл в команде своего возраста на турнире в Москве, где его присмотрел тренер Виктор Петрович Кечинов и пригласил в московский «Спартак». Первые два года каждые выходные ездил на электричках из Твери в Москву на игры и турниры, а уже в 12 лет перебрался в спартаковский интернат.
С 2014 года начал выступать за молодёжный состав «Спартака», за который дебютировал 16 августа в матче против ЦСКА (1:0). Всего, в 2014—2017 годах сыграл за «молодёжку» 63 игры и забил 3 мяча, став в сезоне 2016/17 победителем молодёжного первенства России. Также, в сезоне 2015/16 провёл 4 матча за «Спартак» U-19 в Юношеской Лиге УЕФА.
Зимой 2016 года проходил сборы со второй командой — «Спартак-2» и принимал участие в Кубке ФНЛ 2016. 21 мая 2016 года дебютировал за «Спартак-2» в первенстве ФНЛ в домашнем матче против «Томи» (0:1).
Летние сборы 2018 года проходил вместе с первой командой «Спартака» и принимал участие в товарищеских играх, но в сезоне 2018/19 продолжил выступать за вторую команду в ФНЛ. По окончании контракта со «Спартаком» в июне 2019 года находился на просмотре в «Оренбурге», но переход не состоялся.
В сентябре 2019 года уже после закрытия летнего трансферного окна хавбек вместе с другим воспитанником «Спартака» Даниилом Виговским в качестве свободных агентов переехали в Беларусь, где заключили контракт с клубом Высшей лиги «Энергетик-БГУ». Дебютировал в элите местного футбола полузащитник 15 сентября в гостевом матче против «Славии-Мозырь», который завершился со счетом 2:2. В нём Полубояринов вышел на замену на 59-й минуте вместо Андрея Альшаника.
В феврале 2020 года подписал контракт с «Ротор» (Волгоград).
12 августа 2020 года на правах свободного агента пополнил «Волгарь».
25 мая 2021 года перешёл в московское «Торпедо». В сезоне 2021/22 стал победителем Первого дивизиона.
15 июля 2022 года был арендован клубом «Акрон». Соглашение было заключено на один сезон.
11 июля 2023 года на правах свободного агента вернулся в «Волгарь».
25 июня 2024 года перешёл в саратовский «Сокол».
14 июля 2025 вновь вернулся в «Волгарь».

### Личная жизнь
Отец Данила — Вадим Полубояринов (род. 1963), также являлся футболистом и выступал за ашхабадский «Колхозчи». В российское время он переехал в Тверь, где стал работать тренером. Мать Данила — мастер спорта по легкой атлетике. Старший брат также занимался футболом, но рано закончил.
Супруга Алёна, женился в октябре 2021 года.

## Карьера в сборной
Данил Полубояринов вызывался в различные юношеские национальные команды, а также попадал в резервный список молодежной сборной. Входил в состав сборной ФНЛ на игры против коллектива, представлявшего итальянскую Серию B.

## Статистика выступлений
| Выступление      | Выступление       | Выступление      | Лига | Лига | Кубки | Кубки | Итого | Итого |
| Клуб             | Лига              | Сезон            | Игры | Голы | Игры  | Голы  | Игры  | Голы  |
| ---------------- | ----------------- | ---------------- | ---- | ---- | ----- | ----- | ----- | ----- |
| → Спартак-2      | ФНЛ               | 2015/16          | 1    | 0    | —     | —     | 1     | 0     |
| → Спартак-2      | ФНЛ               | 2016/17          | 11   | 0    | —     | —     | 11    | 0     |
| → Спартак-2      | ФНЛ               | 2017/18          | 32   | 1    | —     | —     | 32    | 1     |
| → Спартак-2      | ФНЛ               | 2018/19          | 33   | 0    | —     | —     | 33    | 0     |
| → Спартак-2      | Итого             | Итого            | 77   | 1    | —     | —     | 77    | 1     |
| Энергетик-БГУ    | Высшая лига       | 2019             | 9    | 0    | 0     | 0     | 9     | 0     |
| Энергетик-БГУ    | Итого             | Итого            | 9    | 0    | 0     | 0     | 9     | 0     |
| Ротор            | ФНЛ               | 2019/20          | 1    | 0    | 0     | 0     | 1     | 0     |
| Ротор            | Итого             | Итого            | 1    | 0    | 0     | 0     | 1     | 0     |
| Волгарь          | ФНЛ               | 2020/21          | 31   | 0    | 1     | 0     | 32    | 0     |
| Волгарь          | Итого             | Итого            | 31   | 0    | 1     | 0     | 32    | 0     |
| Торпедо (Москва) | Первый дивизион   | 2021/22          | 27   | 0    | 3     | 0     | 30    | 0     |
| Торпедо (Москва) | Итого             | Итого            | 27   | 0    | 3     | 0     | 30    | 0     |
| → Акрон          | Первая лига       | 2022/23          | 27   | 0    | 6     | 0     | 33    | 0     |
| → Акрон          | Итого             | Итого            | 27   | 0    | 6     | 0     | 33    | 0     |
| Волгарь          | Первая лига       | 2023/24          | 27   | 0    | 3     | 0     | 30    | 0     |
| Волгарь          | Итого             | Итого            | 27   | 0    | 3     | 0     | 30    | 0     |
| Сокол (Саратов)  | Первая лига       | 2024/25          | 30   | 0    | 1     | 0     | 31    | 0     |
| Сокол (Саратов)  | Итого             | Итого            | 30   | 0    | 1     | 0     | 31    | 0     |
| Волгарь          | Вторая лига («А») | 2025/26          | 5    | 0    | 0     | 0     | 5     | 0     |
| Волгарь          | Итого             | Итого            | 5    | 0    | 0     | 0     | 5     | 0     |
| Всего за карьеру | Всего за карьеру  | Всего за карьеру | 234  | 1    | 14    | 0     | 248   | 1     |

## Достижения
«Спартак» (Москва)
- Победитель молодёжного первенства России: 2016/17
- Итого : 1 трофей

«Ротор»
- Победитель ФНЛ: 2019/20
- Итого : 1 трофей

«Торпедо» (Москва)
- Победитель Первого дивизиона: 2021/22
- Итого : 1 трофей